# Signal de localisation nucléaire
Un signal de localisation nucléaire (SLN) ou NLS (de l'anglais Nuclear localization sequence) est une petite séquence d'acides aminés (8 à 10 acides aminés) qui cible les protéines vers le noyau de la cellule. Les protéines portant un signal de localisation nucléaire sont reconnues par la protéine importine dans le cytosol et sont guidées vers les pores nucléaires.
La séquence de 8 à 10 acides aminés varie d'une protéine nucléaire à l'autre, mais elle est toujours riche en acides aminés chargés positivement (soit les acides aminés basiques : arginine, lysine, histidine). Elle peut être bipartite (en 2 parties) et n'est pas clivée après son entrée dans le noyau. 
Elle est essentielle pour le transport dans le noyau. 